# Les Forges, Deux-Sèvres

Les Forges este o comună în departamentul Deux-Sèvres, Franța. În 2009 avea o populație de 126 de locuitori.